# Хорватия в Габсбургской империи
Хорватия в Габсбургской империи — период, в течение которого хорватские земли входили в состав державы Габсбургов. Начался избранием Фердинанда I королём Хорватии в 1527 году и закончился в 1918 году вместе с ликвидацией Австро-Венгрии.

## Предыстория
После того, как Боснийское королевство было уничтожено Османской империей в 1463 году, турки начали совершать атаки на территорию королевства Хорватии. Наиболее значительным сражением раннего периода войны стала битва при Крбаве в 1493 году, в которой армия бея Боснии, насчитывавшая 8 000 солдат разгромила хорватскую 10-тысячную армию под предводительством бана. После этого поражения Хорватия избегала больших сражений, предпринимая лишь отдельные атаки против турок на протяжении 20 лет. В правление Селима I (1512—1520) политическая ситуация изменилась, поскольку турки начали завоевательные походы. Были захвачены Сребреницкая бановина с городами Сребреник, Тузла и Брчко, после падения Белграда в 1521 году турки захватили Шабацкую бановину и Срем. Вскоре после Мохачской битвы (1526 год), в которой погиб Лайош II, король Венгрии и Хорватии, Сулейман I взял Осиек. Падение Осиека имело стратегическое значение, турки взяли под контроль дорогу Белград — Осиек — Буда, которая на протяжении почти всей войны с Габсбургами использовалась для атак на Австрию и Венгрию.
После гибели короля хорватская знать начала переговоры с Фердинандом Австрийским, наследником Габсбургского престола, который согласился дать армию для защиты хорватских земель. Взамен хорватский сабор единодушно избрал его королём и подтвердил право передачи престола его наследникам. Таким образом наследственное правление Габсбургов началось в Хорватии в 1527 году, в то время как в Венгрии короли продолжали избираться до 1697 года.
За 10 лет до вступления Габсбургов на хорватский трон Дубровницкая республика, которая была вассалом короля Венгрии и Хорватии, прекратила платить налоги в королевский бюджет.

## Османская империя

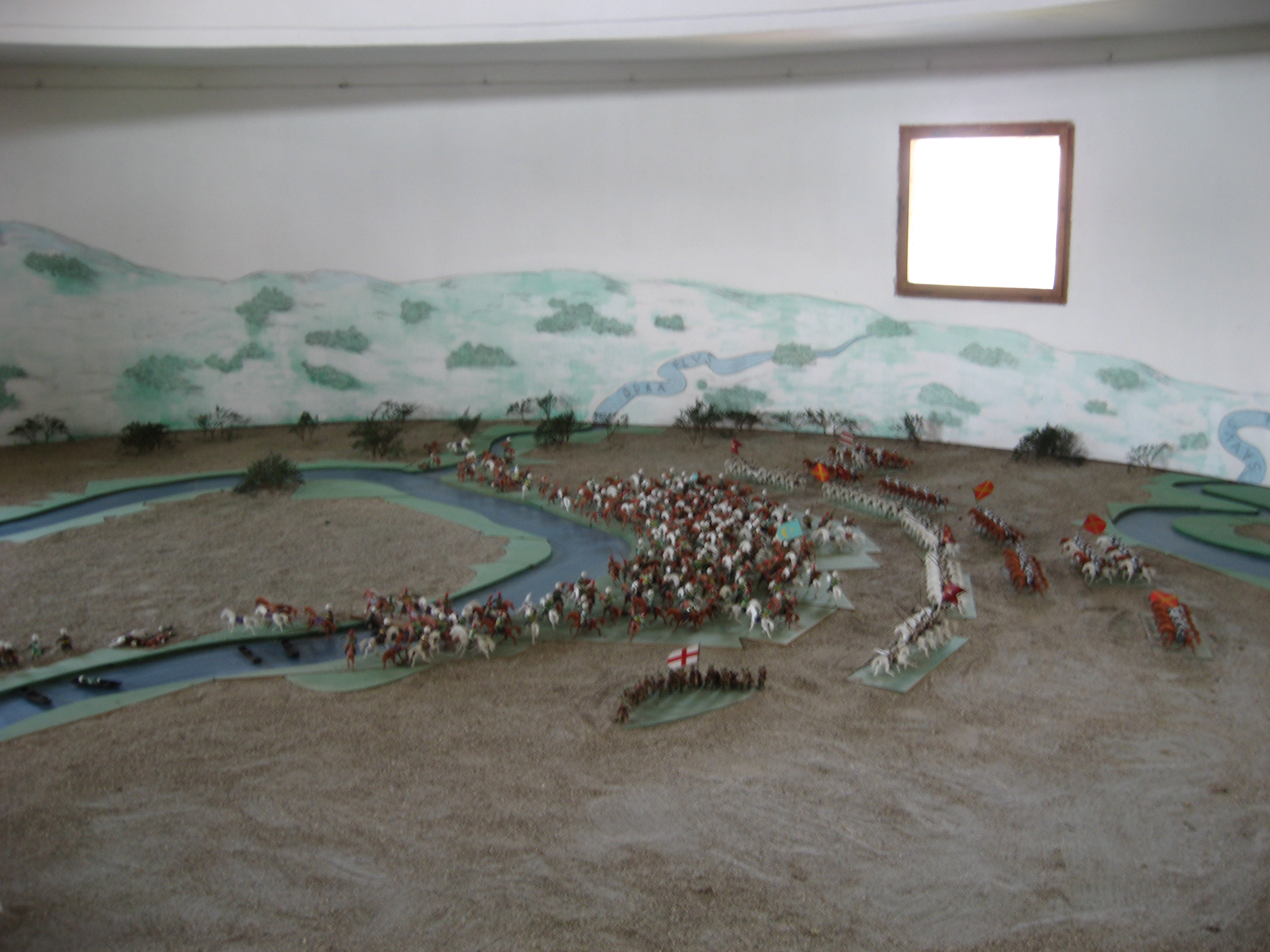
Макет, реконструирующий битву при Сисаке в музее Сисакской крепости

В условиях существенного неравенства сил, хорватские силы в войне против турок старались избегать сражений на открытой местности и сосредоточились на обороне укрепленных крепостей и городов. Первой крупной неудачей стало падение Яйце в 1528 году после десятилетней череды осад. В 1537 году пала Клисская крепость (рядом со Сплитом), последний опорный пункт хорватов в центральной Далмации. Героизм защитников Клисской крепости был оценён победителями, всем оставшимся в живых защитникам было позволено свободно уйти в Хорватию.
Воспользовавшись гражданской войной между сторонниками Фердинанда I и Яноша Запольяи к 1536 году турки захватили большую часть Славонии. На занятых землях был образован санджак с центром в Пожеге.
На протяжении всей первой половины XVI столетия над Хорватией висела реальная угроза полной оккупации, но к 1550 году удалось стабилизировать границу между странами, за последующие 40 лет турки добились лишь незначительного продвижения, хотя набеги иррегулярных частей на хорватскую территорию не прекращались.
Ряд хорватских военачальников, таких как Петар Кружич, приобрели известность в католической Европе, но без сомнения наибольшую славу снискал бан Хорватии Николай Зринский (Миклош Зриньи), герой Сигетварской битвы (1566 год), в ходе которой он выдержал месячную осаду с 2300 солдатами против 100 000 турок. Осада закончилась смертью от естественных причин султана Сулеймана I (вероятно, сыграли роль старость и болезнь султана, его подавленное состояние духа в связи с гибелью всех своих сыновей, кроме одного, стресс и усталость от трудной осады) и заключительной безнадёжной атакой защитников крепости, в ходе которой погибли остатки гарнизона, включая главнокомандующего.
Заключительной битвой столетнего этапа войны (1493—1593) стала битва при Сисаке (1593 год), в ходе которой уступавшая противнику в численности хорватская армия одержала решительную победу над турками. Возглавлявший турецкую армию боснийский бейлербей погиб в этом сражении. Сисакская битва стала первым крупным поражением турок на Балканах, исход этой битвы привёл к прекращению набегов на территории современных Хорватии, Словении и Австрии.

### Военная граница
В 1578 году Габсбурги приняли решение о создании так называемой Военной границы, укреплённой приграничной области на землях под контролем Хорватского королевства, расположенных вдоль занятых турками территорий. Всё мужское население Военной границы составляли солдаты, освобождённые от уплаты каких-либо налогов. Финансирование осуществлялось напрямую из Австрии. Теоретически до 1627 года Военная граница была под контролем хорватского парламента, однако затем управление осуществлялось непосредственно австрийскими властями.
Из-за непрекращающихся войн хорватское население покидало приграничные земли Военной границы и переселялось в другие части империи. Габсбурги обращались с призывами к христианам, проживавшим на занятых турками землях, переселяться в Военную границу. Главную часть переселенцев составляли валахи и сербы. Термин «влахи» получил в новых условиях иной смысл, нежели тот, который имел в средневековых сербских документах. Теперь влахами стали условно называть православных переселенцев с османской территории.
Окончательно налоговые условия и права новых переселенцев на земли, известные как Хорватская военная граница (Hrvatska krajina) и Славонская военная граница (Slavonska krajina) были определены в 1630 году во Влашском статуте (Statuta Valachorum). Влашский статус окончательно вывел Военную границу из-под власти бана и сабора.
Обе Краины были ликвидированы в 1881 году, а их территория возвращена в состав Хорватского королевства.

## Политическая жизнь
После падения Бихача в 1592 году и вплоть до поражения турок в 1683 году Хорватия была известна в Европе под прозвищем «остатки остатков», хорватская территория имела площадь только 16 800 км², что составляло около 1/5 былой территории.
В первые 30 лет после избрания Габсбургов на престол в Хорватии и Славонии активно работали парламенты, но после больших территориальных потерь около 1558 года два парламента были объединены. Государство получило новое имя — «Триединое королевство Хорватии, Славонии и Далмации».

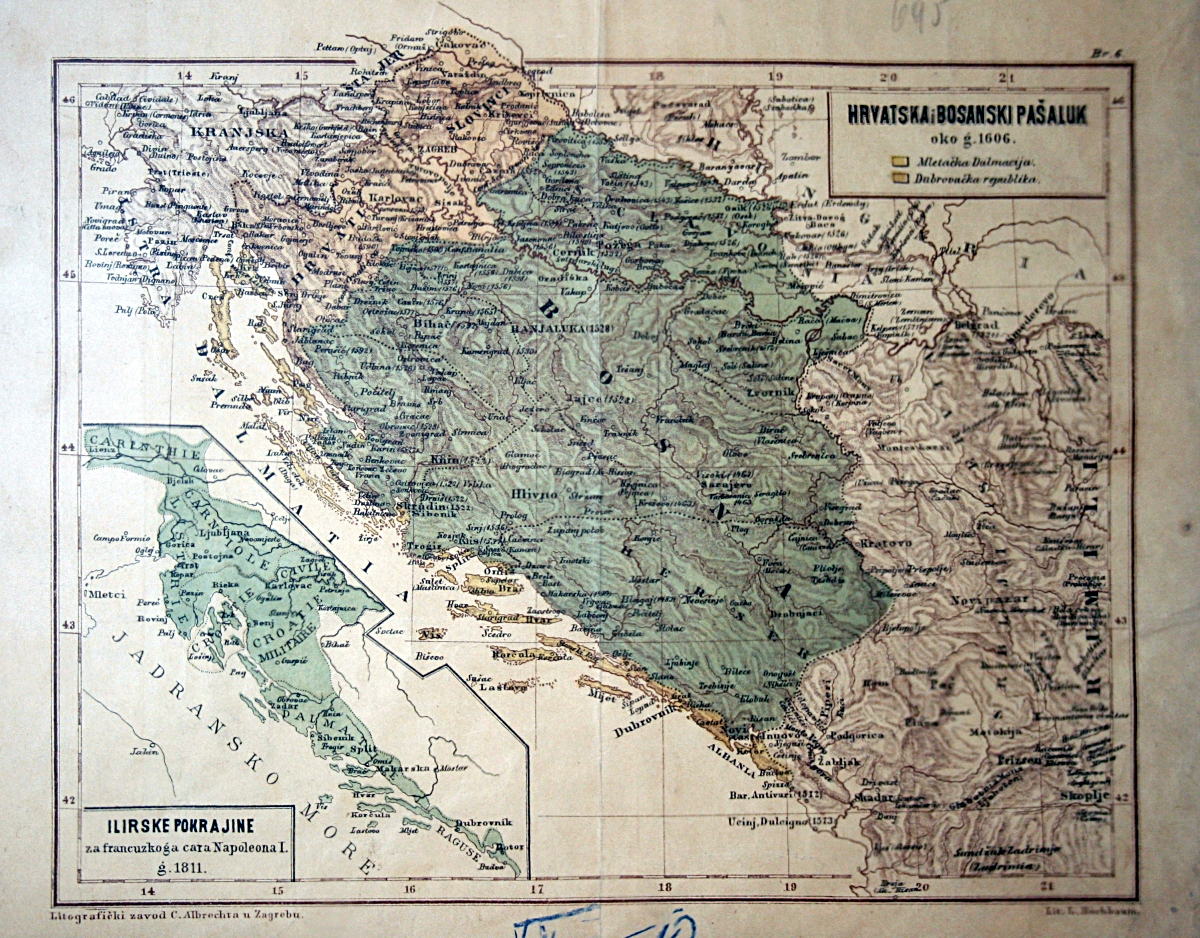
Османская империя и Хорватия в 1606. Хорватия обозначена жёлтым цветом, турецкая Хорватия и Босния зелёным

После установления стабильной границы с турками главной задачей хорватские власти считали защиту старых автономных прав от имперских притязаний. Открытый политический конфликт с императорами Рудольфом II и Фердинандом II был связан со статусом бана Хорватии, хорватский парламент пошёл на альянс с венгерским (альянс был создан в период 1612—1620) и с 1625 года бан стал членом венгерского парламента. Эта ситуация сохранялась до конца Габсбургской монархии. Аналогичный альянсы с Штирией, Каринтией и Крайной в 1620 году вскоре провалились.
Важные перемены в хорватских землях произошли с началом войны Венеции против Османской империи в Далмации в 1645—1669 годах. По мирному договору 1669 года Венеция закрепила за собой полосу важных далматинских прибрежных городов на участке от Новиграда Задарского до Омиша. Венецианские войска пользовались поддержкой местного населения, в сознании жителей далматинских городов это была война за освобождение христианского населения от мусульманского владычества.
Одним из героев Австро-турецкой войны 1663—1664 годов стал хорватский бан Николай Зринский, потомок героя Сигетварской битвы. В 1664 году он предпринял «зимний поход», углубившись глубоко на территорию, занятую османами, взял Осиек и разрушил стратегически важный мост на Драве. Развить успех не удалось, Зринский не получил поддержки от австрийцев. Несмотря на полную победу союзных имперско-французских войск в битве при Сентготтхарде, венский двор поспешил заключить Вашварский мир, в котором значительная часть хорватских и венгерских земель были оставлены за турками. Хорватское и венгерское дворянство восприняло мир, как «позорный». Это привело к дворянским заговорам против Габсбургов, как в Венгрии, так и в Хорватии. Хорватский заговор Зринских-Франкопана был раскрыт, его руководители Фран Крсто Франкопан и Пётр Зринский были казнены. Репрессии против членов знатных хорватских домов и усилившееся недоверие Вены к хорватскому дворянству привело к тому, что в период с 1670 по 1848 год 12 из 14 хорватских банов были иностранного происхождения.
После Великой Турецкой войны по Карловацкому миру 1699 года большая часть занятых турками хорватских земель, за исключением части Срема, Лики и ряда других земель отходила Габсбургам. Белградский мир 1739 года закрепил освобождение большей части континентальной Хорватии и Славонии (поначалу Славония составляла часть Военной границы). В 1745 году Габсбурги воссоздали Королевство Славония в рамках Триединого королевства).
Таким образом, после поражения турок на Балканах сложилась следующая ситуация — территория современной Хорватии принадлежала габсбургской Австрии (континентальная Хорватия и Славония), Венеции (Истрия и Далмация) и Дубровницкой республике, которая, играя на противоречиях более мощных держав, сумела остаться независимой. Такое положение просуществовало до конца XVIII века. После наполеоновских войн и гибели Венецианской республики Далмация и Дубровник вошли в состав Австрийской державы, воссоединившись в её составе с континентальной Хорватией.
В XVIII веке Хорватия была вероятно первой из наследственных габсбургских земель, одобривших Прагматическую санкцию, но это не принесло выгод Хорватии на фоне политики Марии Терезии по усилению могущества Венгрии. В 1767 году императрица учредила в Венгрии и Хорватии королевские советы, особый вид правительства, непосредственно подчинённый монарху.

## Потеря автономии
В 1779 году Мария Терезия отказалась созывать хорватский сабор, ликвидировала Хорватский королевский совет и передала Хорватию под контроль венгерского королевского совета. После этого Хорватия стала рассматриваться не как отдельное королевство в составе империи, а как венгерская провинция. В 1791 году парламент, созванный Иосифом II подтвердил особый статус Хорватии в союзе с Венгрией, но с другой стороны передал все хорватские государственные дела Будапешту, оставив Хорватии лишь право вето в делах, касающихся только Хорватии. Следующие 50 лет ознаменовались политической борьбой за государственный язык, попытки Венгрии ввести венгерский в Хорватии, наталкивались на сопротивление хорватов, желавших сохранить латынь, как официальный язык.

## Иллиризм
Кратковременный период власти Наполеона на территории Хорватии к югу от Савы придал импульс первым попыткам хорватского национального возрождения. В 1813 году епископ Загреба призывал собирать и хранить «национальные сокровища». Он стал одним из духовных основателей нового общественно-политического движения, под названием иллиризм, но реальную силу на политической арене движение стало представлять в 30-х и 40-х годах XIX столетия. Лидером движения в это время стал Людевит Гай. Программа иллиристов, главной целью которых было объединение южных славян в одно государство и создание единого литературного языка, нашла поддержку даже в Сербии. В 1841 году иллиризм был запрещён Габсбургами, но в 1850 году сербские и хорватские литераторы подписали Венское литературное соглашение о едином сербскохорватском языке.

## 1848

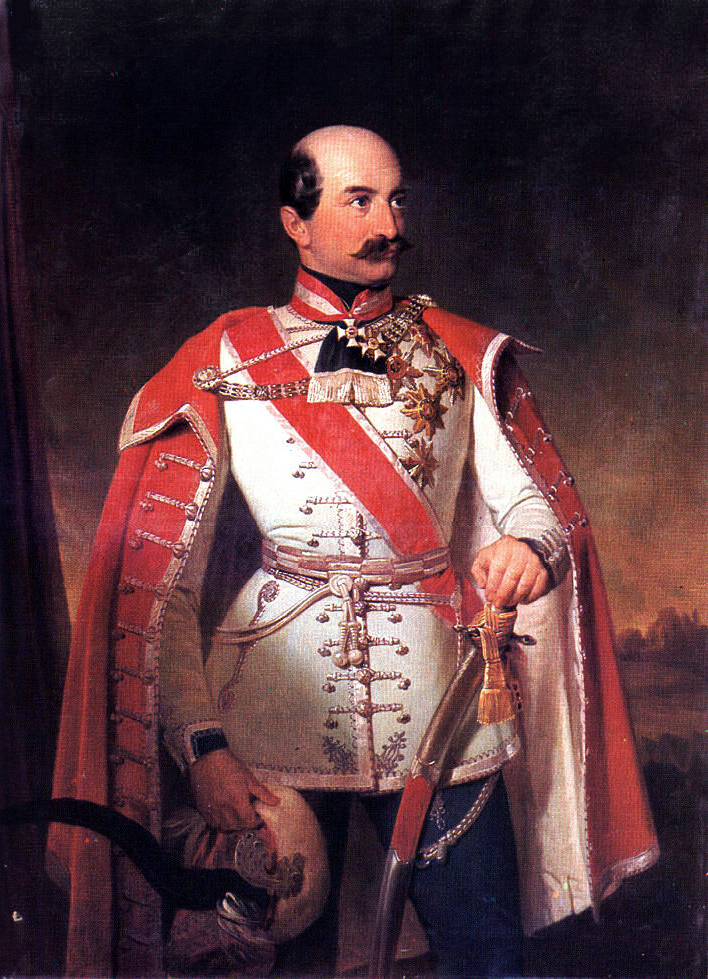
Йосип Елачич (портрет кисти Ивана Цаше)

Перед революцией 1848 года политическая ситуация в Хорватии осложнилась. Хорватский сабор де-факто управлял только тремя провинциями, в то время как претендовал на управление всем Королевством Хорватия, Королевством Славония, Османской Хорватией (Босанска краина), Хорватской и Славонской краинами, Меджимурьем и городом Риека. Последние две территории были аннексированы Венгрией в 1779 году. Бесконечные хорватско-венгерские диспуты на тему территориальных споров продолжались вплоть до начала революции и военных действий.
Лидеры венгерской революции были настроены резко провенгерски, Лайош Кошут даже отрицал существование словаков и хорватов как наций. Известны его слова «Где эта Хорватия, я не вижу её на карте». Хорватский сабор выступил против политики мадьяризации Кошута и выдвинул императору требование об объединении всех хорватских провинций (Королевство Хорватия и Славония, Истрия и Далмация) и отделении их от Венгерского королевства. Переговоры между Елачичем и Баттяни, главой венгерского правительства, по вопросу о «хорватском сепаратизме» провалились. Баттяни пытался обвинить Елачича в намерении отделиться от Австрии. В ответ Елачич назвал венгров бунтовщиками. Граф Баттяни пригрозил, что подобная позиция может обернуться гражданской войной, на что Елачич заявил, что отказывается от продолжения переговоров. Отношение Австрии к идее независимости Хорватии от Венгрии было непоследовательным. Первоначально император Фердинанд утвердил указ о снятии с должности Елачича, но уже в сентябре полностью восстановил его в должности и присвоил звание фельдмаршала.
Военные действия между хорватами и венграми начались в сентябре. Венгерский граф Майлат сделал по поводу начала войны интересное заявление: «Король Венгрии объявил войну королю Хорватии, а император Австрии остался нейтральным, в то время как эти три монарха — один и тот же человек». 29 сентября в битве у Пакозда венгры одержали победу над армией Елачича (этот день отмечался в Венгрии до 1991 года, как День венгерской армии). После того, как в Вене началось восстание, Елачич с армией был отозван из Венгрии для его подавления, а впоследствии совместно с русскими войсками принимал участие в окончательном подавлении революции. В современной Хорватии Елачич рассматривается как национальный герой, противодействовавший венгерскому экспансионизму. Он продолжал оставаться военным и гражданским правителем Хорватии вплоть до смерти в 1859 году.

## Последующие события
Провал Габсбургского неоабсолютизма и поражение в Австро-прусско-итальянской войне вылилось в заключение в 1867 году Австро-венгерского соглашения, согласно которому Королевство Далмация оказывалось в австрийской части империи (Цислейтании), а Королевство Хорватия и Славония в венгерской (Транслейтании). По замыслу императора Франца Иосифа Транслейтания должна была иметь такое же дуалистическое устройство, как и Австро-Венгрия в целом. Для этого должно было быть подписано своё соглашение между Венгрией и Хорватией. В соответствии с этим планом в 1868 году было подписано Венгерско-хорватское соглашение, по которому Королевство Хорватия и Славония входило в союз с Королевством Венгрия и большая часть государственных дел этого союза находилась в ведении расширенного венгерского парламента в Будапеште, куда входили хорватские делегаты, но венгры составляли абсолютное большинство. Самостоятельно вели дела и не находились под венгерским контролем хорватские департаменты внутренних дел, религии и образования, департамент юстиции. По соглашению была создана Хорватская национальная гвардия, подчинявшаяся венгерскому министру обороны. Хорватия получила также 8 мест в верховном парламенте Австро-Венгрии (60 парламентариев представляли Австрию, 52 Венгрию, 8 Хорватию).
29 октября 1918 года парламент Королевства Хорватии и Славонии проголосовал за прекращение унии с Венгрией и днём позже расширенный венгерский парламент утвердил решение о прекращении союза.